# Afrihili jezik
Afrihili jezik (ISO 639-3: afh), umjetni jezik kojeg je 1970 izumio K. A. Kumi Attobrah, s namjerom da bi postao lingua franca cijele Afrike. Ime mu je kombinacija riječi Afrika and Swahili. Piše se latinicom. 
Nema ga na popisu jezika 15. izdanja Ethnologue dok 16. izdanje navodi samo njegov naziv i kod.